# All-Ireland Senior Football Championship 1972
L'All-Ireland Senior Football Championship 1972 fu l'edizione numero 86 del principale torneo di calcio gaelico irlandese. Offaly batté in finale, dopo il replay, Kerry ottenendo la seconda vittoria della sua storia.

## Semifinali
| Dublino 13 agosto 1972 | Kerry | 1-22 – 1-12 | Roscommon | Croke Park |

| Dublino 22 agosto 1972 | Offaly | 1-17 – 2-10 | Donegal | Croke Park |

### Finale
| Dublino 24 settembre 1972 | Offaly | 1-13 – 1-13 | Kerry | Croke Park |

| Dublino 15 ottobre 1972 | Offaly | 1-19 – 0-13 | Kerry | Croke Park (66136 spett.) |